# Narciarstwo wodne na World Games 2009
Narciarstwo wodne na World Games 2009, odbyło się w dniach 22 - 26 lipca na Lianchi Tan.

## Uczestnicy
| - Argentyna - Australia - Austria - Białoruś - Belgia - Kanada - Chile - Chiny - Czechy - Hiszpania - Finlandia | - Francja - Wielka Brytania - Gruzja - Niemcy - Grecja - Hongkong - Irlandia - Włochy - Japonia - Korea Południowa - Nowa Zelandia | - Filipiny - Południowa Afryka - Rosja - Singapur - Szwajcaria - Słowacja - Szwecja - Tajlandia - Ukraina - Stany Zjednoczone - Chińskie Tajpej |

## Medale
| Konkurencja     | Złoto            | Srebro              | Brąz             |
| Mężczyźni       |                  |                     |                  |
| Klasa Tornado   | Rodrigo Arellano | Storm Selsor        | Martin Bartalsky |
| Klasa Wakeboard | Andrew Adkison   | Kyle Rattray        | Padiwat Jaemjan  |
| Klasa Barefoot  | Keith St. Onge   | Heinrick Sam        | David Luke Small |
| Kobiety         |                  |                     |                  |
| Klasa Tornado   | Kate Adriaensen  | Manon Costard       | Caroline Hensley |
| Klasa Wakeboard | Dallas Friday    | Raimi Meritt        | Miku Asai        |
| Klasa Barefoot  | Elaine Heller    | Ashleigh Stebbeings | Shannon Heller   |